# یووری موسونی
یوری کاگوتا موسونی (به انگلیسی: Yoweri Kaguta Museveni) (زاده ۱۵ سپتامبر ۱۹۴۴) رئیس‌جمهور اوگاندا است. وی از ۲۹ ژانویه ۱۹۸۶ تاکنون رئیس‌جمهور اوگاندا است. 

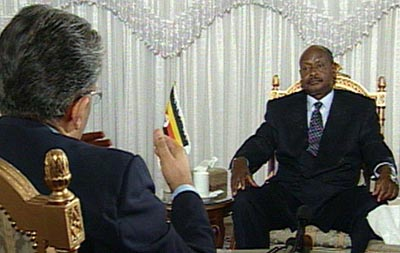
یوری موسونی در حال مصاحبه با خبرنگار ایرانی علی اکبر عبدالرشیدی

در ۱۴ ژانویه ۲۰۲۱ انتخابات سراسری برای انتخاب رئیس‌جمهور برگزار گردید. یووری موسونی با کسب بیش از ۵۸٫۶۴٪درصد آرا برای پنجمین دوره متوالی رئیس‌جمهوری اوگاندا شد.